# Anna von Helmholtz

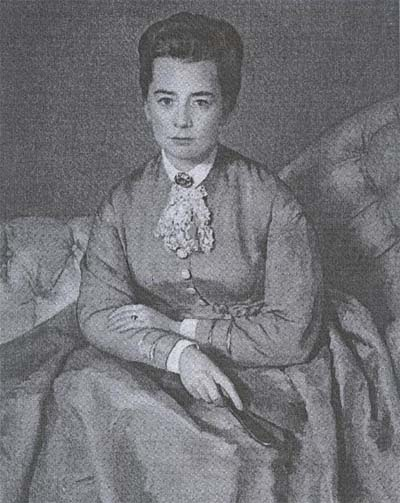
Anna Helmholtz im Jahre 1869. Gemälde von Wilhelm Füssli

Anna (seit 1883 von) Helmholtz, geborene von Mohl (* 19. September 1834 in Tübingen; † 1. Dezember 1899 in Volosca, Istrien), war eine Berliner Salonnière der Kaiserzeit und Ehefrau des Physikers Hermann von Helmholtz.

## Leben

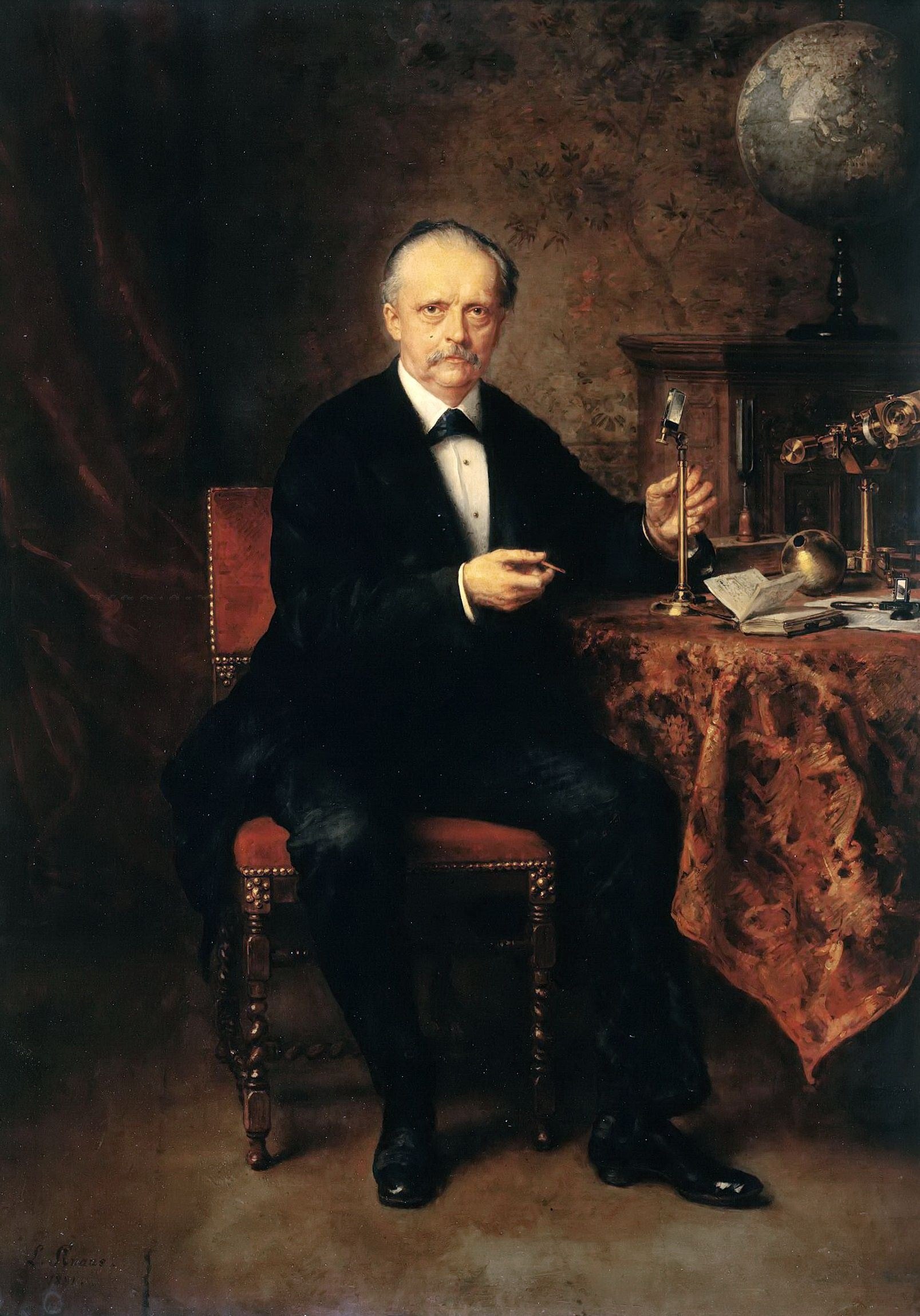
Hermann Helmholtz, Gemälde von Ludwig Knaus

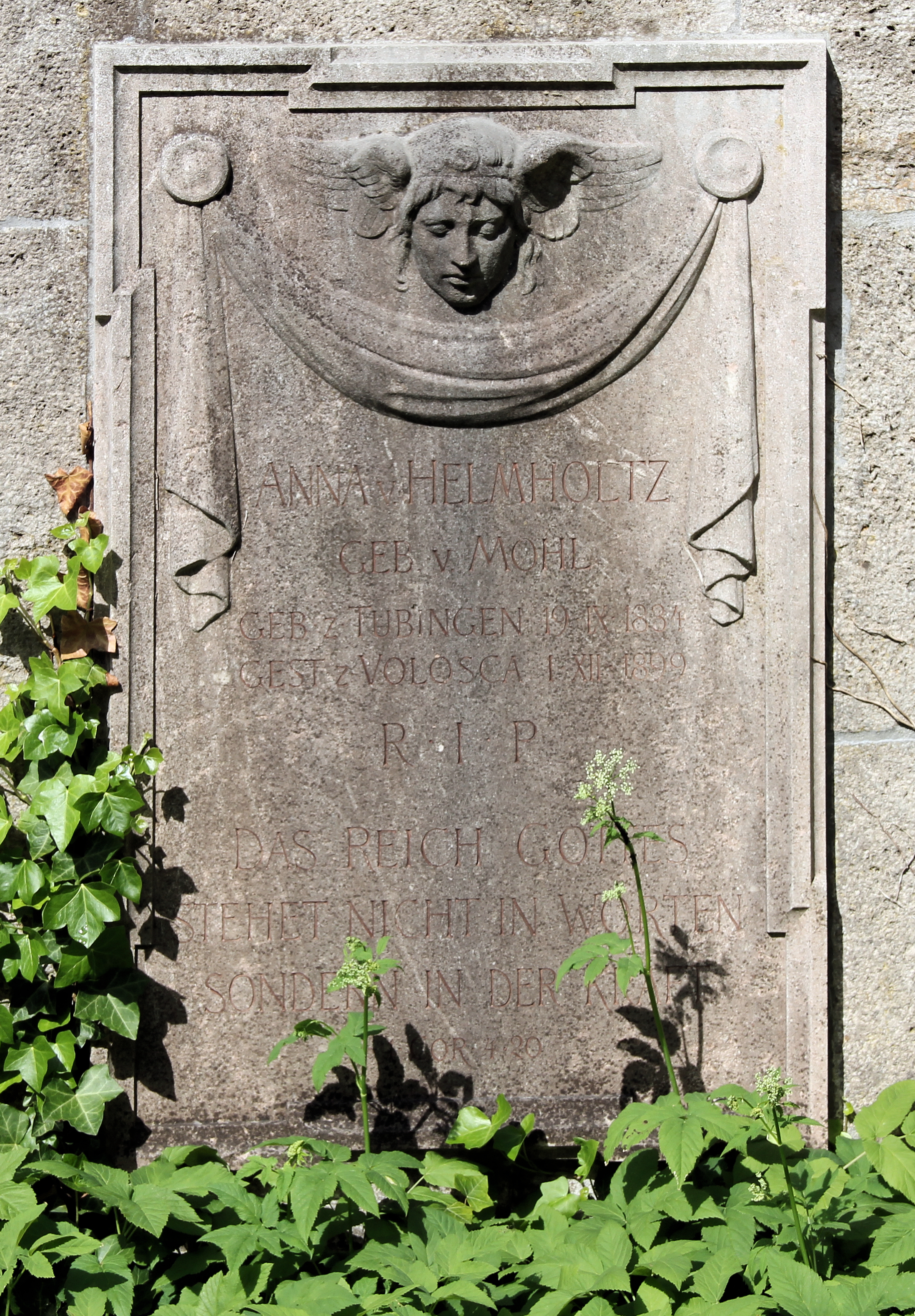
Grabstätte, Friedhof Wannsee in Berlin-Zehlendorf

Anna von Helmholtz war die Tochter des württembergischen Staatsmannes Robert von Mohl (1799–1875) und seiner Frau Pauline, geborene Becher (1808–1894). 1852/53 lebte sie in Paris bei ihrer Tante, der Pariser Salonnière Mary Clarke Mohl, von der sie eine fundierte sprachlich-musische Bildung erhielt, was sie für ihr späteres Leben als Salonnière nachhaltig prägen sollte.
Nach ihrer Hochzeit 1861 lebte sie zuerst in Heidelberg, anschließend (ab 1871) in Berlin. Seit etwa 1872 – im Jahr zuvor war ihr Mann an die Friedrich-Wilhelms-Universität berufen worden – führte Anna von Helmholtz in der Hauptstadt des jungen Deutschen Reiches an mehrmals wechselnder Adresse einen Salon, in dem sich die Spitzen der Berliner Gesellschaft trafen. Zu ihren Freunden und Gästen gehörten u. a. die Künstler Adolf Menzel, Arnold Böcklin, die Schriftstellerin Fanny Lewald oder Gelehrte wie Rudolf Virchow. Zudem pflegte Anna Helmholtz Kontakte zu höfischen Kreisen. Bis zu seinem Tod 1894 bildete ihr Mann Hermann, mittlerweile ein Star der scientific community des Kaiserreiches, mit ihr den Mittelpunkt des Salons; aber auch als Witwe führte sie die Tradition weiter fort.
Zum näheren Umgang Annas zählte Kronprinzessin Victoria, die spätere Kaiserin Friedrich, an deren Engagement für Krankenpflege und Mädchenbildung sie selber sich tatkräftig beteiligte.
Anna von Helmholtz war auch literarisch tätig: Sie hinterließ eine umfangreiche Briefschaft und übersetzte gemeinsam mit Estelle du Bois-Reymond, der Tochter des berühmten Physiologen Emil du Bois-Reymond, die Schrift Modern Views of Electricity des Physikers Oliver Lodge (Neueste Anschauungen über Electricität. Leipzig 1896). Zusammen mit Clara Wiedemann bearbeitete sie auf Wunsch ihrer beider Gatten die Übersetzung der Bücher Heat as a mode of motion (Wärme betrachtet als eine Art der Bewegung. Braunschweig, 4. Auflage 1894) und Sound: A Course of Eight Lectures (Der Schall. Braunschweig, 3. Auflage 1897) des Physikers John Tyndall.
1899 starb Anna Helmholtz im Urlaub in Istrien. Ihr Grab befindet sich auf dem Friedhof Wannsee in Berlin.

## Familie

### Ehe und Nachkommen
Anna von Mohl heiratete am 16. Mai 1861 den Physiker Hermann Helmholtz (1821–1894), der 1883 geadelt wurde. Für Helmholtz war es bereits die zweite Ehe.
Das Paar hatte drei Kinder:
- Robert von Helmholtz (1862–1889)
- Ellen von Helmholtz  (1864–1941), ⚭ 1884 mit Arnold von Siemens (1853–1918)
- Friedrich Julius von Helmholtz (1868–1901).

### Berühmte Verwandte
Annas Onkel waren
- der Orientalist Julius Mohl (1800–1876),
- der Nationalökonom Moritz Mohl (1802–1888) sowie
- der Botaniker Hugo von Mohl (1805–1872).

Ihre Tante war die Pariser Salonnière Mary Clarke-Mohl (1793–1883), Gattin von Julius Mohl.
Ihr Bruder war der Diplomat Ottmar von Mohl (1846–1922).

## Salon

### Gesellschaftliche Bedeutung
In den Salons trafen Politiker auf Künstler, Literaten auf Hofleute. Seine besondere Bedeutung erhielten die „Dienstage“ der Anna Helmholtz vor allem dadurch, dass sie besonders viele Gelehrte anzogen, und zwar vor allem Naturwissenschaftler. Erstmals wurde hier der akademischen Elite des Landes ein gesellschaftliches Parkett ersten Ranges geboten. Als Schnittstelle zwischen Hofgesellschaft, Künstlerszene und Bildungsbürgertum wurde ihr Haus zum bedeutendsten Salon im jungen Kaiserreich und zum Prototyp großbürgerlicher Geselligkeit im späten 19. Jahrhundert.
Sie selber verkörperte als Tochter eines wegen seiner Leistung nobilitierten Juristen und Gattin eines ebenfalls durch eigene Leistung in den Adel aufgestiegenen Wissenschaftlers das Ideal der großbürgerlichen Dame ihrer Zeit, die gesellschaftlichen Schliff und aristokratischen Umgang mit musischem Feinsinn und ernsthaftem wissenschaftlichem Interesse harmonisch verbindet. Ihre gesellschaftliche Rolle beschreibt Petra Wilhelmy so:

„Anna von Helmholtz war trotz ihrer gesellschaftlichen Stellung, ihrer Bildung und ihres bedeutenden sozialen Engagements nicht allgemein beliebt. Man bewunderte und respektierte sie, es blieb jedoch eine Distanz. Marie von Bunsen […] vermutete, es sei ihr übelgenommen worden, dass sie sich als ‚grande dame‘ und hochgebildete Salonnière über das Leitbild der bescheidenen, zurückhaltenden Professorenfrau hinweggesetzt habe. In der Tat betrachtete Anna von Helmholtz ihre Kreise des höheren Bildungsbürgertums als „Geistesaristokratie“ und strebte ehrgeizig um jeden Preis hochkarätige Geselligkeit an.“

Mit einer anderen großen Salonnière der Zeit, Marie Gräfin Schleinitz, war sie eng befreundet. Ihre beiden Salons waren die Angelpunkte des Berliner geselligen Lebens: Zu Mimi Schleinitz gingen vor allem Künstler, zu Anna Helmholtz Wissenschaftler.

### Bekannte Gäste
Zu den häufigen Gästen (Habitués) des Salons zählten:

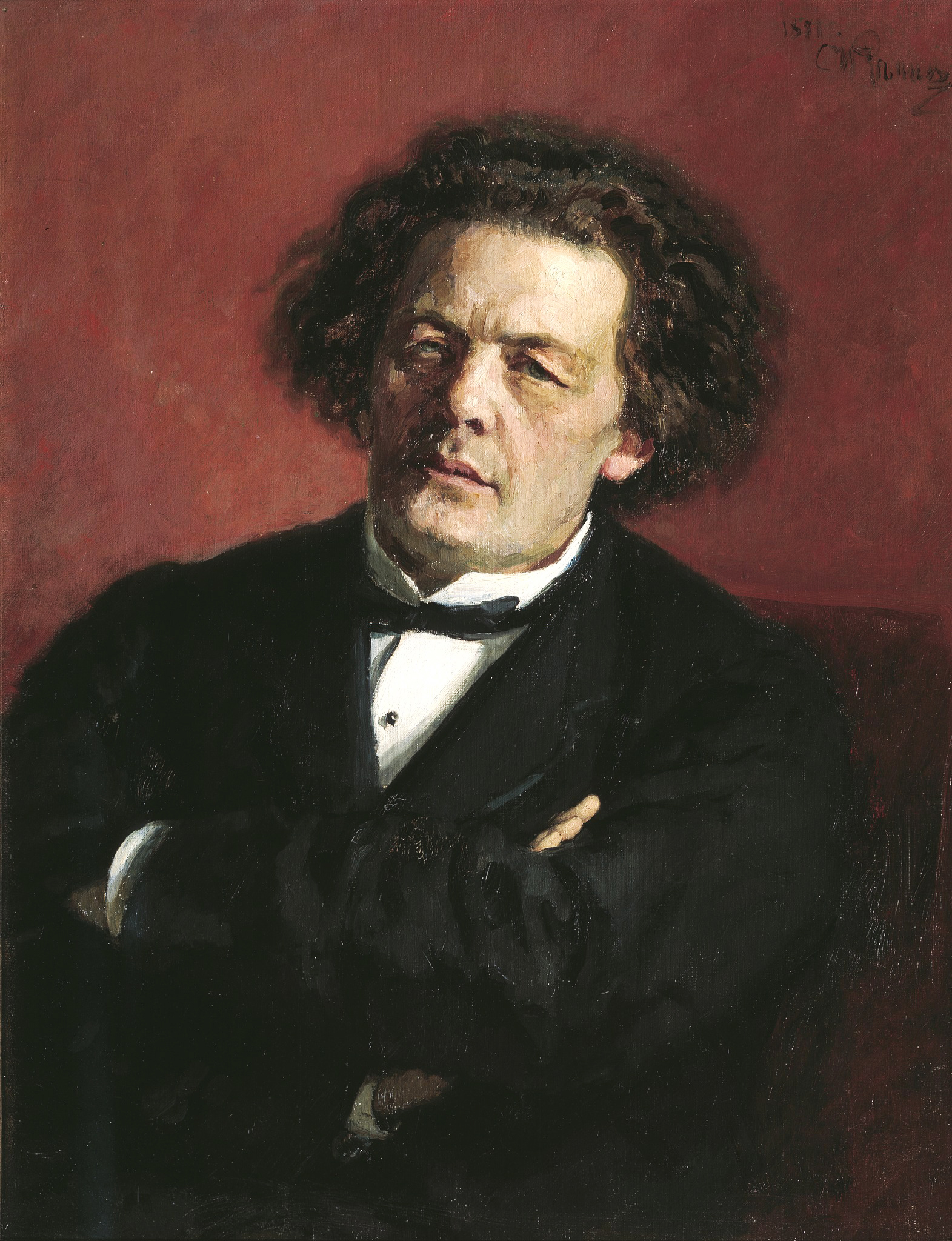
Der Pianist Anton Rubinstein, Gemälde von Ilja Repin

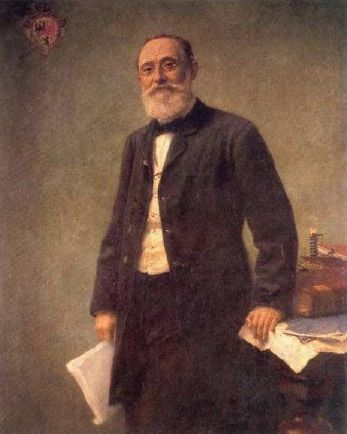
Rudolf Virchow war ein häufiger Gast im Hause Helmholtz. Gemälde von Hugo Vogel.

| - Lord Acton - Franz von Arenberg - Ludwig Bamberger - George Bancroft - Reinhold Begas - Ernst von Bergmann - Arnold Böcklin - Karl Wilhelm Borchardt - Marianne Brandt - Bernhard von Bülow - Daniela von Bülow - Marie von Bunsen - Arthur Graf von Bylandt-Rheidt - Ernst Curtius - Rudolph von Delbrück - Wilhelm Dilthey - Emil du Bois-Reymond - Karl Anton Eckert - Siegmund Exner-Ewarten - Carl Jakob Adolf Christian Gerhardt - Herman Grimm - Rudolf von Gneist - Adolph von Hansemann - Adolf von Harnack - Ferdinand Graf von Harrach - Friedrich von Hefner-Alteneck - Albert Hertel - Heinrich Hertz - Hedwig Heyl - Adolf von Hildebrand - August Wilhelm von Hofmann | - Hans Hopfen - Botho von Hülsen - Bogdan Graf von Hutten-Czapski - Joseph Joachim - Herzog Karl Theodor in Bayern - Robert von Keudell - Gustav Robert Kirchhoff - Botho von dem Knesebeck - Leo Koenigsberger - Leopold Kronecker - August Kundt - Franz von Lenbach - Karl Richard Lepsius - Sabine Lepsius - Otto Lessing - Fanny Lewald - Ernst von Leyden - Richard Liebreich - Walter von Loë - Luise von Baden (1811–1854) - Morell Mackenzie - Heinrich Gustav Magnus - Herzogin Maria Josepha in Bayern - Prinz Max von Baden - Robert von Mendelssohn - Ernst von Mendelssohn-Bartholdy - Adolph von Menzel - Paul Friedrich Meyerheim - Laura Minghetti - Johannes von Miquel - Mary Mohl-Clarke | - Moritz Mohl - Robert von Mohl - Theodor Mommsen - Friedrich Max Müller - Albert Niemann - Hedwig von Olfers - Marie von Olfers - Luise Gräfin von Oriola - Maximiliane Gräfin von Oriola - Ludwig Passini - Georg Heinrich Pertz - Maximilian von Philipsborn - Raoul Pictet - Karl von Piloty - Max Planck - Nathanael Pringsheim - Joseph Maria von Radowitz - Leopold von Ranke - Adolf vom Rath - Anna vom Rath - Wilhelm Reiß - Franz Reuleaux - Prinz Heinrich VII. von Reuß - Fanny Gräfin zu Reventlow - Gustav Richter - Raoul Richter - Ferdinand von Richthofen - Julius Rodenberg - Franz von Roggenbach - Anton Rubinstein - Odo Russell | - Hermann von Schelling - Wilhelm Scherer - Alexander Graf von Schleinitz - Marie Gräfin von Schleinitz - Erich Schmidt - Gustav von Schmoller - Arnold von Siemens - Werner von Siemens - Karl von Spitzemberg - Hildegard von Spitzemberg - Hermann Sudermann - Heinrich von Sybel - Emerich Graf von Széchényi - Hermann von Thile - Heinrich von Treitschke - Hugo von Tschudi - Guido Graf von Usedom - Kronprinzessin Viktoria von Preußen - Rudolf von Virchow - Richard Wachsmuth - Cosima Wagner - Richard Wagner - Max Maria von Weber - Anton von Werner - Mathilde Wesendonk - Andrew Dickson White - Ernst von Wildenbruch - Anton Graf von Wolkenstein - Nina Gräfin Yorck von Wartenburg - Eduard Zeller - Raimund von Zur Mühlen |

## Anna von Helmholtz als Namenspatin
Die Physikalisch-Technische Bundesanstalt (PTB) hat das neue Torhaus Süd, das den Eingangsbereich des Stammsitzes in Berlin-Charlottenburg flankiert, Anna-von-Helmholtz-Bau genannt. Das Gebäude beinhaltet Seminar- und Veranstaltungsräume, einen Bibliotheks- und Archivbereich, sowie eine Cafeteria. Es wurde von 2019 bis 2023 errichtet und am 26. Juni 2023 eingeweiht.

## Werke
- Ellen v. Siemens-Helmholtz (Hrsg.): Anna von Helmholtz. Ein Lebensbild in Briefen. 2 Bände. Verlag für Kulturpolitik, Leipzig 1929.